# Johannes Dornseiffer
Johannes Dornseiffer (* 2. Februar 1837 in Gerlingen, heute Gemeinde Wenden (Sauerland); † 11. Dezember 1914 in Eslohe) war Priester, Gründer der Winterschule in Fretter und an der Gründung mehrerer Spar- und Darlehnskassen beteiligt.

## Leben und Wirken
Dornseiffer wuchs als fünftes von sieben Kindern in ärmlichen Verhältnissen auf und wirkte nach seiner am 20. August 1862 in Paderborn empfangenen Priesterweihe zunächst als Hausgeistlicher in Schloss Melschede. Am 7. April 1863 wurde er Schulvikar in Fretter. Durch den Kulturkampf wurde er als solcher im Jahre 1876 abgesetzt, blieb aber weiter in der Seelsorge tätig. Noch im gleichen Jahr gründete er in Fretter eine private Fortbildungsschule für die schulentlassene Jugend. Im Jahre 1879 entschloss sich der landwirtschaftliche Verein Serkenrode, diese in eine landwirtschaftliche Schule umzuwandeln. Inzwischen hatten auch der Landrat des Kreises Meschede und die örtlichen Amts- und Gemeindebehörden die Notwendigkeit einer solchen Einrichtung erkannt. Am 17. Februar 1880 wurde daher die Fortbildungsschule Dornseiffers geschlossen und sofort als erste landwirtschaftliche Winterschule der Provinz Westfalen wieder eröffnet. Die Leitung lag weiter in den Händen von Johannes Dornseiffer. 
Am 10. November 1884 wurde er Hilfsseelsorger in Eslohe, dessen Pfarramt infolge des Kulturkampfes seit 1879 verwaist war und am 10. Juni 1886 wurde er zum Pfarrer von Eslohe ernannt. Bald nach seiner Versetzung nach Eslohe begannen die Bestrebungen, die Schule nach Eslohe als Kreismittelpunkt zu verlegen. Im Herbst 1890 kam zwischen Dornseiffer und der Gemeinde Fretter eine entsprechende Vereinbarung zustande, wurde aber nicht eingehalten. Daraufhin gründete der landwirtschaftliche Verein Eslohe im Herbst 1890 eine eigene Schule. Im Jahre 1891 kam dann die Verschmelzung beider Schulen in Eslohe doch zustande. Am 1. September 1913 trat Dornseiffer in den Ruhestand. 
Beeinflusst durch die Not seiner Kindheit, sah Dornseiffer die Möglichkeit, durch Bildung, die Schaffung von Spar- und Darlehnskassen und genossenschaftlich organisierten Einrichtungen (Molkerei, Forstbaumschulen) und moderne Technik den Wohlstand der Bevölkerung zu heben. Er verstand es, durch Zeitungsartikel, aber auch von der Kanzel herab, für seine Ideen und den Genossenschaftsgedanken zu werben. Mit dem Sozialreformer und Kommunalpolitiker Friedrich Wilhelm Raiffeisen stand er in persönlichem Kontakt und war an der Gründung von drei Spar- und Darlehnskassen beteiligt: Fretter (30. März 1882), Schönholthausen (31. März 1882) und Eslohe (10. September 1882). Seine Verdienste um die Förderung der Landwirtschaft wurden auch von der weltlichen Obrigkeit anerkannt. Wie sein Vorbild Raiffeisen wusste er aber auch um die wirtschaftliche Bedeutung von Verkehrswegen und trat deshalb energisch für den Bahnbau durch das Frettertal ein. Auch mit dem Gründer des Westfälischen Bauernvereins und Initiator der ländlichen Genossenschaftsbewegung in Westfalen, Burghard Freiherr von Schorlemer-Alst stand er in Verbindung.
Für seine Verdienste wurde er zum Ritter des Roten Adlerordens IV. Klasse ernannt und erhielt den Kronenorden III. Klasse.

## Werke (Auswahl)
- Geschichtliches über Eslohe. Paderborn 1896 (Digitalisat); Nachdruck: Kath. Pfarramt, Eslohe 1983 (PDF-Datei; 1,9 MB)
- Die Gerlinger Chronik des Pfarrers Johannes Dornseiffer (1901). Herausgegeben von Raimund J. Quiter (1998)
- Geschichtliche Nachrichten aus Schliprüthen. In Fortsetzungen abgedruckt in der Mescheder Zeitung vom 24. Juli bis 7. August 1903. (PDF-Datei; 144 kB)